# شامسة الكتان
شامسة الكتان (الاسم العلمي: Heliothis ononis) (بالإنجليزية: flax bollworm)‏ هي نوع من الحشرات يتبع جنس الشامسة من فصيلة الليليات.